# Sophus Hansen
Sofus Peter "Målmand" Hansen (født 16. november 1889 i København, død 19. februar 1962 smst.) var en dansk fodboldspiller. Han var målmand.

## Fodboldkarriere
Hansen spillede 160 kampe for Frem 1906-1921.
Hansen debuterede på landsholdet i oktober 1911 mod England. Her blev Sophus Hansen skadet fire minutter før pausen, og Danmark brugte derefter markspillen Svend Aage Castella i målet i resten af kampen. Året efter var han en del af det danske hold ved OL 1912 i Stockholm, hvor Danmark efter at have siddet over i første runde mødte Norge i kvartfinalen og vandt her 7-0 med Lykke på holdet. Han spillede ikke i semifinalen, som Danmark vandt med 4-1 over Holland, eller i finalen, hvor Danmark tabte 2-4 til Storbritannien (reelt England) og dermed fik sølv. Den 5. juni 1919, da Danmark besejrede Sverige 3-0 i Idrætsparken, opnåede han som den første dansker at spille 25 landskampe. Hans sidste landskampe kom ved OL 1920 i Antwerpen, hvor Danmark tabte sin kamp i indledende runde til Spanien med 0-1. Sophus Hansen begik en fejl, da spanierne scorede, og derfor er kampen siden blev husket som ”da Sophus gled i Antwerpen” – selv om den blev spillet i Bruxelles.
Han nåede i alt 31 landskampe.
I årene 1922-1934 var Hansen fodbolddommer og dømte omkring 20 internationale kampe. I 1930 dømte han Mitropa Cupens finale mellem Sparta Prag og Rapid Wien.
Sophus Hansen var storebror til landsholdspileren Hans Hansen (2 landskampe).
Hansen døde 19. februar 1962 på Bispebjerg Hospital. Han boede på Østerbro i København ved sin død. 